# GJ 4360
GJ 4360 is een vlamster met een spectraalklasse van M5. De ster bevindt zich 40,8 lichtjaar van de zon.